# سیبورن کروز لاین
سیبورن کروز لاین (انگلیسی: Seabourn Cruise Line) شرکت کشتیرانی آمریکایی است، که در سال ۱۹۸۶ تأسیس شد.